# ترس ناگهانی
ترس ناگهانی (انگلیسی: Sudden Fear) یک فیلم هیجانی به کارگردانی دیوید میلر است که در سال ۱۹۵۲ منتشر شد.

## بازیگران
- جک پالانس
- گلوریا گراهام
- جوآن کراوفورد
- مایک کانرز
- تیلور هولمز
- بروس بنت
- اِستل اِتر